# 沃洛德米里夫卡 (沃洛德米里夫卡市鎮)

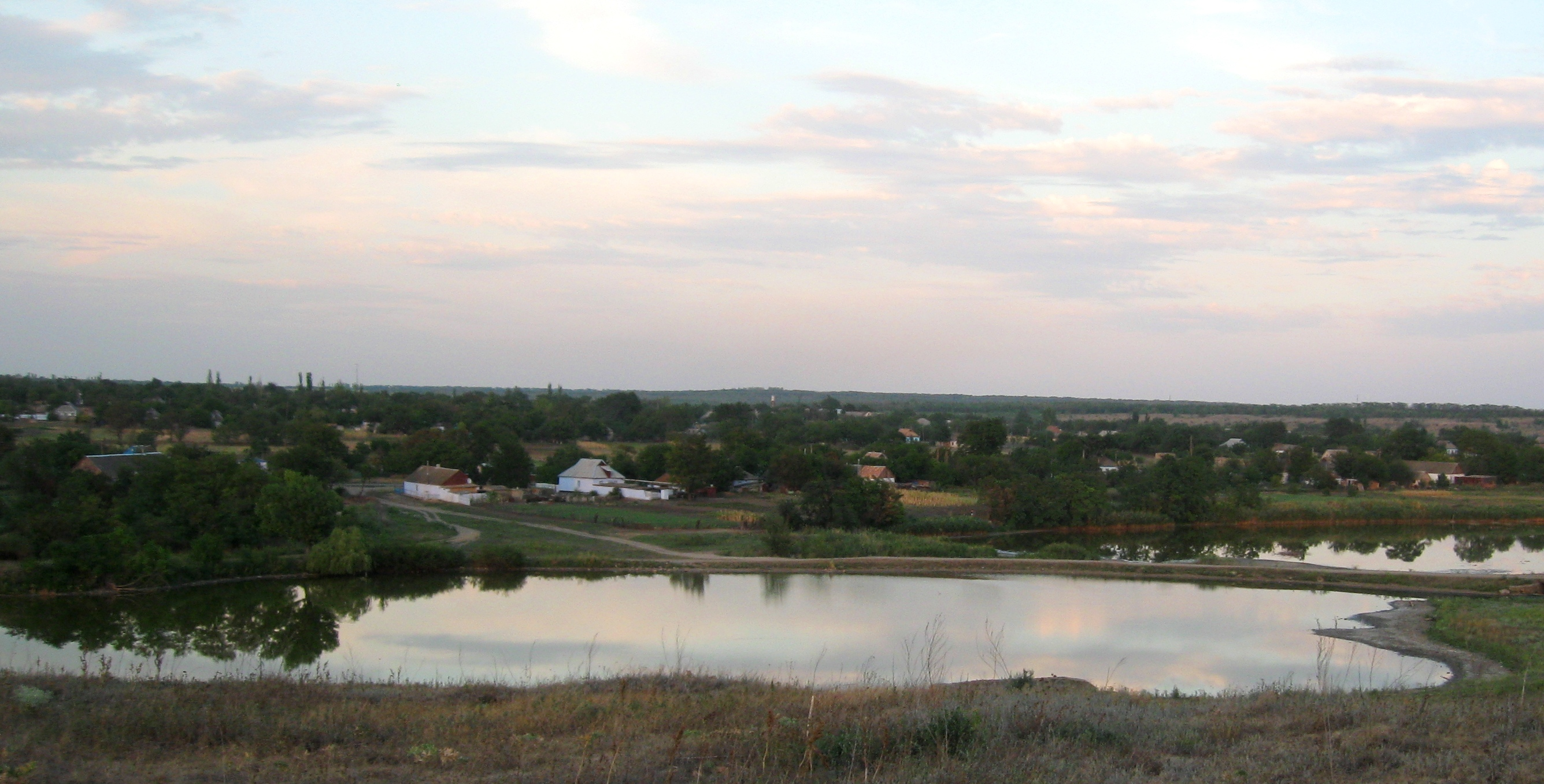

47°31′26″N 32°55′39″E / 47.52389°N 32.92750°E
沃洛德米里夫卡（烏克蘭語：Володимирівка），是位於烏克蘭南部的村莊，由尼古拉耶夫州巴什坦卡區的沃洛德米里夫卡市鎮負責管轄，始建於1810年，面積4.19平方公里，海拔高度49米，2001年人口2,793，人口密度每平方公里666.6人。